# Daily Bonik Barta
Le Daily Bonik Barta est un journal rédigé en langue bengali du Bangladesh. Le journal est publié depuis Dacca. Le nom du rédacteur en chef du journal est Dewan Hanif Mahmud. En 2018, son tirage était de 134 000 exemplaires.